# Dance Dance Revolution X
Dance Dance Revolution X, abreviado DDR X o simplemente X, es la edición Nº 11 de la serie de videojuegos musicales Dance Dance Revolution, creada por Konami, fue anunciada para la PlayStation 2 en Norteamérica el 15 de mayo de 2008. Y la versión para Arcade japonesa fue anunciada en julio de 2008. Se anunció también una versión Arcade para Europa el 9 de julio del 2008, y el 10 de julio del 2008 se anunció la versión de Arcade Norteamericana. Fue lanzada para celebrar el 10º aniversario de la serie Dance Dance Revolution, DDR X tendrá una nueva interfaz, nueva música y nuevos modos de juegos. La versión de Arcade tendrá un nuevo diseño de cabina con una pantalla widescreen, entradas para tarjetas e-Amusement y USB (o memorias SD para la arcade norteamericana), y un sistema de sonido mejorado, aunque también existe arcades tradicionales con puerto USB y entradas para las tarjetas. La versión de PlayStation 2 tendrá la habilidad de conectarse con la máquina de arcade, tendrá soporte para juego multijugador por medio de LAN, y soporte para el accesorio EyeToy. DDR X será conocida como una versión "totalmente global", con un lanzamiento conjunto en Japón, Europa y Norteamérica por cada una de las casas de Konami.

## Desarrollo

### PlayStation 2
Konami anunció el desarrollo de Dance Dance Revolution X el 15 de mayo de 2008 en el occidente (29 de febrero de 2009 en Japón) junto con Dance Dance Revolution Universe 3, Dance Dance Revolution Full Full Party y Dance Dance Revolution Hottest Party 2. DDR X será lanzada como una versión especial por los 10 años de la serie. Konami prometió por lo menos 70 canciones nuevas en esta entrega y nuevos gráficos y modos de juego. También prometió un soporte multijugador por LAN hasta para 8 jugadores, un nuevo modo de ejercicio que permite crear un régimen propio para cada jugador, nuevos personajes, el regreso del soporte para EyeToy y, en la versión japonesa, la inclusión de soporte con USB.
En ese mismo día, Konami mostró imágenes y videos previos del juego que mostraron el nuevo contenido gráfico. Se presentaron tres canciones, una de las cuales era totalmente nueva en la serie, aunque no anunciaron la banda sonora final del juego.
Los escenarios de DDR Supernova fueron reemplazados por los de DDR X, siendo Boom Boom Boom, Crystalstadium, Dawn Street, Dancing Rays, Love Sweets y Capture Me como escenarios y que se seleccionan al azar.
Durante la convención de juegos E3 en Julio 15 del 2008 se reveló información adicional para la versión de consola norteamericana. Anunciando que Dance Dance Revolution X tendrá un modo de juego clásico, así como uno nuevo. La dificultad fue extendida de 10 "pies" a 20. Todas las canciones fueron reclasificadas para reflejar el nuevo rango. Se incluyeron licencias de entregas pasadas como "Butterfly" o "DUB-I-DUB". Adicionalmente, se mostraron nuevas imágenes donde se mostraron nuevas adiciones como el "Street Master Mode", el modo de desafíos de DDR X con un tema urbano, así como nuevos y viejos personajes.
Esta versión de PlayStation 2 es la última de Japón.

### Arcade
El 7 de julio de 2008, siguiendo con el rediseño del Dance Dance Dance Revolution Global Gateway, Konami anunció que Dance Dance Revolution X sería lanzado en Arcade y PlayStation 2 en Japón al tiempo. Poco después, el 9 de julio de 2008, Konami envió un comunicado de prensa a DDRUK, un foro europeo de juegos musicales, que DDR X sería una versión "verdaderamente global". Mencionando además que el nombre europeo, Dancing Stage sería cambiado por Dance Dance Revolution, confirmando una versión de arcade Europea. NAOKI, productor de sonido para la serie de juegos Bemani, escribió en su blog que la decisión de rediseñar el hardware de Bemani Python (placa que usa PlayStation 2) a Bemani PC (placa que corre con Windows XP Embedded) fue debido a múltiples peticiones de parte de los fanes de DDR. Casi todas las canciones de BeForU fueron retiradas debido a un conflicto entre las disqueras.
Los escenarios de la versión de consola se mantienen, pero Boom Boom Boom se muestra con el fondo cambiado, y se agrega Dark Boom como nuevo escenario.

## Procedencia
El orden según el juego de procedencia (solo en "DDR Series' Title") cambia y es el siguiente:
- Dance Dance Revolution 1st mix.
- Dance Dance Revolution 2ndMix.
- Dance Dance Revolution 3rdMix.
- Dance Dance Revolution 4thMix.
- Dance Dance Revolution 5thMix.
- DDRMAX.
- DDRMAX2.
- DanceDanceRevolution EXTREME
- Dance Dance Revolution SuperNOVA.
- Dance Dance Revolution SuperNOVA 2.
- Dance Dance Revolution X (esta entrega).

## Jugabilidad
El modo de juego continúa igual que al inicio de la serie. A pesar de el diseño nuevo, la mecánica del juego no ha cambiado con respecto a la primera versión. DDR X contiene nuevas canciones originales y canciones clásicas licenciadas por compositores de Konami y por algunos artistas.

### Cambios de escala de dificultad
Las canciones son calificadas de nuevo a la escala de 1 a 20 (en sus precuelas era de 1 a 10). Es la primera vez desde DDRMAX -Dance Dance Revolution 6th Mix- (dónde se incluyó la calificación 10) donde se cambió la dificultad utilizada en el 2001. Las calificaciones serán de 1 a 10 en amarillo, y de 11 a 20 en rojo, sobreponiendo las primeras 10. Las canciones existentes en DDR son calificadas nuevamente para reflejar el nuevo rango. Aunque el nuevo sistema de calificaciones llega hasta 20, la calificación más alta para esta entrega es 18 hasta que se rompió el límite en las secuelas, con 20 en las canciones editadas de esta entrega y con 19 en las oficiales de DDR X2.

### Cambios en el puntaje
Debido a la inclusión de Shock Arrows, el algoritmo utilizado para su cálculo (flecha normal, Freeze Arrows y Shock Arrows) ha cambiado un poco y es:
SN2 = 1 000 000 ÷ (Pasos + Freeze Arrows + Línea de Shock Arrows)
La puntuación es:
SN2 = (SN2 * [Marvelous + OK + evasión de Shock Arrows]) + ([SN2-10] * Perfect) + ([{SN2÷2}-10] * Great)

### Menú Opciones
Se ha alterado de nuevo el menú de Opciones. En cuanto a Velocidades iniciales de 1 a 8x, se asignaron las velocidades restantes a escala de 0.5x. En Cut, con ON, ahora renombrada a ON1, corta las flechas inferiores a 1/4 y con ON2, las de 1/8. Una nueva opción llamada Screen Filter permite colocar el filtro de pantalla a la secuencia para facilitar la visión. Las opciones están de color blanco (las por defecto) y verde (las modificadas) exc. para la dificultad que tiene sus respectivos colores. El acceso al menú de opciones en Encore Extra es posible.

### Combos
Al empezar el juego, cada NG/presionando en un shock arrow puede frenar el combo (Caso que las precuelas no lo frenan). El Nº y la palabra Combo cambia de color dependiendo del juicio: Blanca para los pasos Marvelous, Amarilla al sacar Perfect, Verde al sacar Great y, solo para las versiones caseras, rosa al romper el combo. Al terminar la canción, antes de cerrar la puerta y no al fallar canción, aparece la frase Full Combo, con el efecto de rayos laser centrado a la secuencia (o al centro de la pantalla en Double) y efecto rayo de sol, dependiendo si saca Marvelous, Perfect o Great. En la pantalla de resultados, aparece cualquiera de las frases Full combo, Perfect Full Combo o Marvelous Full Combo, dependiendo si saca todos los pasos Marvelous, al menos 1 Perfect o Great, respectivamente.

### Shock Arrows
Las Shock Arrows son un nuevo tipo de flecha. Representan 4 u 8 flechas con un efecto de electricidad. Parándose en una flecha quitará parte de la energía (o vida en caso de batería challenge), su combo acumulado y las demás flechas desaparecerán por una fracción de segundo, y deben ser esquivadas en vez de pararse en ellas. Pisando una resultará con un N.G., mientras que evitándola resultará en un O.K., similar a como se juzgan las Freeze Arrows.

### Extra Stages
Al igual que en SuperNOVA 2, se puede sacar la Extra Stage obteniendo una AA en cualquier dificultad, en esta versión, en la canción On the Break de Darwin (sólo disponible en la última canción) o por medio de la opción Random. La puntuación obtenida en On the Break determinará el número de vidas que el jugador tendrá en la Extra Stage. En modo Versus, si uno de los dos jugadores no obtiene AA en On the Break y el otro sí, ambos accederán al Extra Stage. El que logró sobre 950.000 puntos, lo hára con sus respectivas vidas más 1 (EXC. si obtiene AAA) y el jugador que no logró AA, con sólo 2 vidas. En esta versión la Extra Stage es SABER WING de TAG.
ENCORE EXTRA: La Encore Extra Stage para esta versión es Horatio de OR-IF-IS, desbloqueable con una AA en SABER WING. El nuevo Encore Extra ya tiene desbloqueado el menú de opciones.
Si se cumplen ciertas condiciones, se pueden jugar diferentes Extra Stages.
Extra Stage Estilo X2: Si se juegan canciones que sumen en dificultad mayor o igual a una cierta cantidad que se indica la primera tabla,[cita requerida] la Extra Stage será en este caso SABER WING (Akira Ishihara Headshot Mix), también de TAG.
| Nº de etapas (Desde etapa 1 hasta FINAL STAGE) | Suma de dificultades          |
| ---------------------------------------------- | ----------------------------- |
| 2                                              | 27 (2 x 13 + 1) a 39 (3 x 13) |
| 3                                              | 40 (3 x 13 + 1) a 52 (4 x 13) |
| 4                                              | 53 (4 x 13 + 1) a 65 (5 x 13) |
| 5                                              | 66 (5 x 13 + 1) a 78 (6 x 13) |

ENCORE EXTRA estilo X2: Las ENCORE EXTRA para esta versión son on the bounce de Neuras y Trigger de sonic-coll., requiriendo para la última una cierta cantidad indicada en la segunda tabla,[cita requerida] incluida AA en SABER WING (Akira Ishihara Headshot Mix) para ambas canciones.
| Nº de etapas (Desde etapa 1 hasta EXTRA STAGE) | Suma de dificultades          |
| ---------------------------------------------- | ----------------------------- |
| 3                                              | 40 (3 x 13 + 1) a 52 (4 x 13) |
| 4                                              | 53 (4 x 13 + 1) a 65 (5 x 13) |
| 5                                              | 66 (5 x 13 + 1) a 78 (6 x 13) |
| 6                                              | 79 (6 x 13 + 1) a 91 (7 x 13) |

X-SPECIALS: Si se juega la canción PARANOiA como primera canción con una AA, se desbloqueará PARANOiA (X-Special) como una nueva Extra Stage y TRIP MACHINE (X-Special) como una nueva Encore Extra Stage. Y así, con ciertas condiciones para todas las canciones vistas en DDR Extreme (ahora dividida en sus carpetas de origen), se puede obtener ciertos X Special.
Nota: en modo batalla es posible sacar, al menos, 1 Extra Stage.

## Personajes
Todos los personajes de Supernova 1 y 2 (incluyendo las marcas Zukin y Concent) regresan con nuevos trajes y formas. Los nuevos personajes para esta entrega son: Bonnie, Rena, Zero y PiX, aunque este último proviene de la versión casera de Supernova. Todos los personajes tienen un traje distinto (cuando están marcadas con el 2 o el 3). También Lady y una antigua versión de Afro es seleccionable.
- Afro (Renombrado a Disco en la versión de consola norteamericana)
- Afro (de 1stMIX)
- Alice
- Baby-Lon
- Bonnie (nuevo)
- Emi
- Gus
- Jenny
- Julio
- Lady (de 1stMIX)
- Louis Concent-III
- Rage
- Rena (de la serie DDR de Wii)(*)
- Ruby
- PiX (de la versión casera de Supernova)
- Queen-Zukin
- Yuni
- Zero (nuevo)

(*): Involucra a las entregas de Wii que son Hottest Party, Full Full Party, Music Fit, DDR 2010 y DDR II.

## Lista de canciones
Esta es solo para la versión arcade.
Esta lista contiene 391 canciones en total, 82 para esta entrega. Se retiran 55 canciones, la mayoría, provenientes de BeForU a causa del cambio repentino de disquera. Las versiones caseras tienen su propia lista que diferencian los DVD de una región de otra, y al mismo tiempo, diferencian los DVD de las versiones caseras del disco duro de la versión arcade (el cual contiene el sistema Windows XP Embedded). Canciones con claqueta contiene video.
| Canciones                                                                                   | Artistas                                   | Extras |
| Licencias (21 en total)                                                                     | Licencias (21 en total)                    | Licencias (21 en total) |
| ------------------------------------------------------------------------------------------- | ------------------------------------------ | --- |
| "ポリリズム" (Poririzumu) (Polirhythm)                                                      | Pink Lemonade                              | Hecha famosa por Perfume                                                                                                   |
| "Koko Soko"                                                                                 | SMiLE.dk                                   | Del álbum Party Around the World                                                                                           |
| "スキ☆メロ" (Suki Melo)                                                                     | 小倉優子                                   | Sencillo de Yuko Ogura |
| "世界は踊る" (Sekai ha Odoru)                                                               | BREAKERZ                                   | de 世界は踊る/灼熱 |
| "Trickster"                                                                                 | 水樹奈々                                   | Del álbum Ultimate Diamond                                                                                                 |
| "旅人" (Tabibito)                                                                           | 高杉さと美                                 | Sencillo de Satomi Takasugi                                                                                                |
| "30 Lives (Up-Up-Down-Dance Mix)"                                                           | The Motion Sick                            | Ganadora en DDR SONG CONTEST 2008 Del álbum The truth will catch you, just wait...                                         |
| "Always On My Mind"                                                                         | Pet Shop Boys                              | Del álbum Introspective |
| "Big Girls Don't Cry"                                                                       | Purefocus                                  | Hecha famosa por Fergie |
| "Feel"                                                                                      | Neuropa                                    | Licencia de A Different Drum Del álbum The Blitz                                                                           |
| "Ghetto Blasta Deluxe"                                                                      | Audio Magnetics                            | Pista exclusiva para DDR X                                                                                                 |
| "Happy"                                                                                     | Fischerspooner                             | Licencia de A Different Drum Del álbum Odyssey                                                                             |
| "Here It Goes Again"                                                                        | OK Go                                      | Del álbum Oh No |
| "Make Me Cry"                                                                               | Junk Circuit                               | Licencia de A Different Drum                                                                                               |
| "Put 'Em Up"                                                                                | Edun                                       | Sencillo de Alice Edun |
| "Reach Up"                                                                                  | Alien Six                                  | Licencia de A Different Drum                                                                                               |
| "Swingin'"                                                                                  | Bill Hamel & Naughty G.                    | Hecha famosa por Blu Cantrell                                                                                              |
| "Till the lonely's gone"                                                                    | Z-licious                                  | Ganadora de DDR SONG CONTEST 2008                                                                                          |
| "U Can't Touch This"                                                                        | MC Hammer                                  | Del álbum Please Hammer, Don't Hurt 'Em                                                                                    |
| "We Come Alive"                                                                             | Alien Six                                  | Licencia de A Different Drum                                                                                               |
| "We've Got To Make It Tonight"                                                              | Babamars                                   | del álbum Surprising Twists                                                                                                |
| Nuevamente revividas de Dancemania (4 X-edits)                                              |                                            | |
| "Butterfly (2008 X-edit)"                                                                   | SMiLE.dk                                   | X-edit de Dance Dance Revolution 1st mix                                                                                   |
| "Boys (2008 X-edit)"                                                                        | SMiLE.dk                                   | X-edit de Dance Dance Revolution 2ndMix                                                                                    |
| "DUB-I-DUB (2008 X-edit)"                                                                   | ME & MY                                    | X-edit de Dance Dance Revolution 2ndMix                                                                                    |
| "GET UP'N MOVE (2008 X-edit)"                                                               | S&K                                        | X-edit de Dance Dance Revolution 2ndMix                                                                                    |
| Originales de Konami (20 en total)                                                          |                                            | |
| "Dance Celebration"                                                                         | Bill Hamel feat. kevens                    | Original de Konami |
| "Dance Floor"                                                                               | neuras feat. Yurai                         | Original de Konami |
| "Flight of the Phoenix"                                                                     | Jena Rose                                  | Original de Konami |
| "Flourish"                                                                                  | sonic-coll. feat. francés maya             | Original de Konami |
| "HOW TO PLAY"                                                                               | MC X                                       | Disponible solo en Starter (no aparece en Double)                                                                          |
| "Inspiration"                                                                               | DKC Crew                                   | Original de Konami |
| "Party Lights"                                                                              | Tommie Sunshine                            | Original de Konami |
| "Playa (Original Mix)"                                                                      | Hamel and St.Croix feat. Jules Mari        | Original de Konami |
| "Slip Out"                                                                                  | Harmony machine                            | Original de Konami |
| "Taj He Spitz"                                                                              | DKC Crew                                   | Original de Konami |
| "Ticket To Bombay"                                                                          | Jena Rose                                  | Original de Konami |
| "Tracers (4Beat Remix)"                                                                     | Ruffage & Size                             | Original de Konami |
| "A Geisha's Dream"                                                                          | NAOKI feat. SMiLE.dk                       | Original de Konami |
| "Dream Machine"                                                                             | Darwin                                     | Original de Konami |
| "Dance Celebration (System7 Remix)"                                                         | Bill Hamel feat. kevens                    | Original de Konami |
| "Slip Out (bounce in beat mix)"                                                             | Harmony machine                            | Original de Konami |
| "Taj He Spitz (Tommie Sunshine's Brooklyn Fire Re-Touch)"                                   | DKC Crew                                   | Original de Konami |
| "Waiting 4 u"                                                                               | DDT                                        | Original de Konami |
| "Lift You Up"                                                                               | wolli                                      | Original de Konami |
| "Take A Chance"                                                                             | neuras feat. GATZ                          | Original de Konami |
| Crossovers de BEMANI (5 en total)                                                           |                                            | |
| "Chance and Dice"                                                                           | 日本少年                                   | de Jubeat |
| "零 (Rei) -ZERO-"                                                                           | TËЯRA                                      | de Beatmania IIDX 14: IIDXGold                                                                                             |
| "Blue Rain"                                                                                 | dj TAKA VS Ryu☆                            | de Beatmania IIDX 15: DJ Troopers                                                                                          |
| "凛として咲く花の如く" (Rin to Shite saku Hana no Gotoku) Mal trasliterado como "Nadeshko". | 紅色リトマス                               | de Pop'n Music 15 ADVENTURE                                                                                                |
| "Übertreffen"                                                                               | TAKA respect for J.S.B.                    | de Pop'n Music 14 FEVER!                                                                                                   |
| De las versiones caseras (11 en total)                                                      |                                            | |
| "dazzle"                                                                                    | kobo feat. kr:agué                         | de Dance Dance Revolution SuperNova 2 (consola norteamericana)                                                             |
| "Malacca"                                                                                   | nc ft. NRG factory                         | de Dance Dance Revolution SuperNova 2 (consola norteamericana)                                                             |
| "puzzle"                                                                                    | 日本少年                                   | de Dance Dance Revolution SuperNova 2 (consola japonesa)                                                                   |
| "S・A・G・A"                                                                                | Veeton                                     | de Dance Dance Revolution SuperNova 2 (consola japonesa)                                                                   |
| "The flower in your smile"                                                                  | TACOS NAOMI feat. 小久保裕之               | de Dance Dance Revolution SuperNova 2 (consola japonesa)                                                                   |
| "TimeHollow"                                                                                | Masanori Akita                             | de Dance Dance Revolution SuperNova 2 (consola japonesa) canción temática de Time Hollow                                   |
| "will"                                                                                      | NAOKI                                      | de Dance Dance Revolution Hottest Party                                                                                    |
| "LOVING YOU (Epidemik remix)"                                                               | TONI LEO                                   | de Dance Dance Revolution Full Full Party                                                                                  |
| "Beautiful Inside (Cube::Hard Mix)"                                                         | NM feat. Alison Wade                       | de Dance Dance Revolution Hottest Party                                                                                    |
| "INTO YOUR HEART (Ruffage remix)"                                                           | NAOKI feat. YASMINE                        | de Dance Dance Revolution Full Full Party                                                                                  |
| "SUPER SAMURAI"                                                                             | jun                                        | de Dance Dance Revolution Hottest Party                                                                                    |
| Exclusivos de esta entrega (5 X-mixes)                                                      |                                            | |
| "Xmix1 (Midnight Dawn)"                                                                     | dj jiggens                                 | Xmix |
| "Xmix2 (Beats 'n Bangs)"                                                                    | DJ Inhabit                                 | Xmix |
| "Xmix3 (Stomp Dem Groove)"                                                                  | dj nagi                                    | Xmix |
| "Xmix4 (Linear Momentum)"                                                                   | dj jiggens                                 | Xmix |
| "Xmix5 (Overcrush)"                                                                         | DJ Inhabit                                 | Xmix |
| Canciones BOSS (6 en total)                                                                 |                                            | |
| "On The Break"(*)                                                                           | Darwin                                     | Accesible vía FINAL STAGE                                                                                                  |
| "SABER WING"(*)                                                                             | TAG                                        | Accesible vía EXTRA STAGE                                                                                                  |
| "SABER WING (AKIRA ISHIHARA Headshot mix)"(*)                                               | TAG                                        | Accesible vía EXTRA STAGE                                                                                                  |
| "Horatio"(**)                                                                               | OR-IF-IS                                   | Accesible vía ENCORE EXTRA STAGE                                                                                           |
| "on the bounce"(**)                                                                         | neuras                                     | Accesible vía ENCORE EXTRA STAGE                                                                                           |
| "Trigger"(**)                                                                               | sonic-coll.                                | Accesible vía ENCORE EXTRA STAGE                                                                                           |
| X-Specials (16 en total)                                                                    |                                            | |
| "PARANOiA (X-Special)"(*)                                                                   | 180                                        | Accesible vía EXTRA STAGE                                                                                                  |
| "TRIP MACHINE (X-Special)"(*)                                                               | DE-SIRE                                    | Accesible vía ENCORE EXTRA STAGE                                                                                           |
| "SP-TRIP MACHINE ~JUNGLE MIX~ (X-Special)"(*)                                               | DE-SIRE                                    | Accesible vía EXTRA STAGE                                                                                                  |
| "PARANOiA MAX ~DIRTY MIX~ (X-Special)" (*)                                                  | 190                                        | Accesible vía ENCORE EXTRA STAGE                                                                                           |
| "PARANOiA Rebirth (X-Special)"(*)                                                           | 190'                                       | Accesible vía EXTRA STAGE                                                                                                  |
| "AFRONOVA (X-Special)"(*)                                                                   | RE-VENGE                                   | Accesible vía ENCORE EXTRA STAGE                                                                                           |
| "TRIP MACHINE CLIMAX (X-Special)" (*)                                                       | DE-SIRE                                    | Accesible vía EXTRA STAGE                                                                                                  |
| "PARANOiA EVOLUTION (X-Special)"(*)                                                         | 200                                        | Accesible vía ENCORE EXTRA STAGE                                                                                           |
| "PARANOiA ETERNAL (X-Special)"                                                              | STM 200                                    | Accesible vía EXTRA STAGE                                                                                                  |
| "Healing Vision (X-Special)"(*)                                                             | DE-SIRE                                    | Accesible vía ENCORE EXTRA STAGE                                                                                           |
| "MAX 300 (X-Special)"(*)                                                                    | Ω                                          | Accesible vía EXTRA STAGE                                                                                                  |
| "CANDY☆ (X-Special)"(*)                                                                     | Luv UNLIMITED                              | Accesible vía ENCORE EXTRA STAGE                                                                                           |
| "MAXX UNLIMITED (X-Special)"(*)                                                             | Z                                          | Accesible vía EXTRA STAGE                                                                                                  |
| "革命 (X-Special)" (Kakumei (X-special))(*)                                                 | dj TAKA with NAOKI                         | Accesible vía ENCORE EXTRA STAGE                                                                                           |
| "The Legend of MAX (X-Special)" (*)                                                         | ZZ                                         | Accesible vía EXTRA STAGE                                                                                                  |
| "Dance Dance Revolution (X-Special)"(*)                                                     | DDR ALL STARS                              | Accesible vía ENCORE EXTRA STAGE                                                                                           |
| Retiradas de versiones anteriores (55 en Total)                                             |                                            | |
| Retiradas que no sean de BeForU                                                             |                                            | |
| "5.1.1."                                                                                    | dj nagureo                                 | de DDance Dance Revolution 2ndMix Club Version                                                                             |
| "BAILA! BAILA!"                                                                             | DANDY MINEIRO                              | de Dance Maniax |
| "BALALAIKA, CARRIED WITH THE WIND"                                                          | Julie ann Frost                            | de GuitarFreaks 6thMix y Drummania 5thMix                                                                                  |
| "Brilliant R-E-D"                                                                           | NAOKI feat. Tahirih Walker                 | de Dance Dance Revolution Ultramix 3                                                                                       |
| "CRASH!"                                                                                    | mr.BRIAN & THE FINAL BAND                  | de Dance Dance Revolution EXTREME                                                                                          |
| "Do It Right"                                                                               | SOTA feat. Ebony Fay                       | de Dance Dance Revolution 5thMix                                                                                           |
| "Do It Right (Harmonized 2Step Mix)"                                                        | SOTA feat. Ebony Fay                       | de DDRMAX |
| "Drivin'"                                                                                   | NAOKI feat. Paula Terry                    | de Beatmania IIDX 8th Style                                                                                                |
| "feeling of love"                                                                           | youhei shimizu                             | de Beatmania III |
| "Groove"                                                                                    | Sho-T feat. Brenda                         | de Dance Dance Revolution 4thMix                                                                                           |
| "Groove 2001"                                                                               | Sho-T feat. Brenda                         | de Dance Dance Revolution Extra Mix                                                                                        |
| "HOLD ON ME"                                                                                | tiger YAMATO                               | de Para Para Paradise |
| "Hunting for you"                                                                           | Togo Project feat. Megu & Scotty D.        | de Beatmania APPEND GOTTAMIX                                                                                               |
| "I'M FOR REAL"                                                                              | SLAKE feat. JP Miles                       | de Beatmania IIDX 4th Style                                                                                                |
| "INSERTiON (Machine Gun Kelly Mix)"                                                         | Thuggie D.                                 | de Dance Dance Revolution Ultramix                                                                                         |
| "Keep On Liftin'"                                                                           | dj nagureo                                 | de Beatmania III |
| "Knock Out Regrets"                                                                         | MAKI@TOGO. BAND                            | de Pop'n Music 12 Iroha |
| "Look To The Sky"                                                                           | SySF. feat. ANNA                           | de Dance Dance Revolution 5thMix                                                                                           |
| "Look To The Sky (True Color Mix)"                                                          | SySF. feat. ANNA                           | de DDRMAX |
| "LUV TO ME (AMD MIX)"                                                                       | DJ KAZU feat. tiger YAMATO                 | de Dance Dance Revolution 3rdMix (originario de Beatmania)                                                                 |
| "LUV TO ME (disco mix)"                                                                     | tiger YAMATO                               | de Dance Dance Revolution 2ndMix Club Version                                                                              |
| "魔法の扉 (スペース☆マコのテーマ)"                                                          | a.s.a.                                     | de Pop'n Stage |
| "祭 (J-SUMMER MIX)"                                                                         | RE-VENGE                                   | de Dance Maniax 2ndMix |
| "祭 JAPAN"                                                                                  | RE-VENGE                                   | de Dance Dance Revolution 5thMix                                                                                           |
| "祭 JAPAN (FROM NONSTOP MEGAMIX)"                                                           | RE-VENGE                                   | de Dance Dance Revolution 5thMix OST 2.º disco.                                                                            |
| "MEMORIES"                                                                                  | NAOKI feat. PAULA TERRY                    | de Dance Dance Revolution EXTREME Motivo: Remplazada en DDR S y X3 por "Rescue Me".                                        |
| "Midnite Blaze"                                                                             | U1 Jewel Style                             | de Dance Dance Revolution 4thMix                                                                                           |
| "MOBO☆MOGA"                                                                                 | Orange Lounge                              | de Dance Maniax |
| "MONDO STREET"                                                                              | Orange Lounge                              | de Drummania 2ndMix |
| "ON THE JAZZ"                                                                               | Jonny Dynamite!                            | de Dance Dance Revolution 5thMix                                                                                           |
| "peace-out"                                                                                 | dj nagureo                                 | de Beatmania 4thMix |
| "R3"                                                                                        | tiger YAMATO                               | de Dance Dance Revolution 2ndMix Club Version                                                                              |
| "Remember You"                                                                              | NM feat. Julie                             | de Dance Dance Revolution 5thMix                                                                                           |
| "Share My Love"                                                                             | Julie Frost                                | de Dance Dance Revolution 4thMix                                                                                           |
| "TEARS"                                                                                     | NAOKI underground feat. EK                 | de Dance Dance Revolution Extreme                                                                                          |
| "You're Not Here"                                                                           | Heather                                    | de Dance Dance Revolution Extreme (Consola norteamericana)                                                                 |
| "Your Rain (RAGE MIX)"                                                                      | Akira Yamaoka feat. Mary Elizabeth McGlynn | de Dance Dance Revolution Extreme (Consola norteamericana)                                                                 |
| Retiradas provenientes de BeForU                                                            |                                            | |
| "Baby's Tears"                                                                              | MIKI ROBERTS                               | de Dance Dance Revolution SuperNova                                                                                        |
| "Baby's Tears (スカイガールズ・オープニングテーマ)"                                         | 小坂りゆ                                   | de Dance Dance Revolution SuperNova 2 (Originario de Supernova 1 CS)                                                       |
| "BRE∀K DOWN!"                                                                               | BeForU                                     | de DDRMAX2 -Dance Dance Revolution 7thMix-                                                                                 |
| "CANDY♥"                                                                                    | 小坂りゆ                                   | de DDRMAX2 -Dance Dance Revolution 7thMix-                                                                                 |
| "DIVE (more deep & deeper style)"                                                           | BeForU                                     | de Dance Dance Revolution 5thMix                                                                                           |
| "ever snow"                                                                                 | YOMA KOMATSU                               | de DDRMAX2 -Dance Dance Revolution 7thMix- Motivo: Remplazada en la serie de DDR 2010 y en DDR X3 por la versión de TERRA. |
| "Firefly"                                                                                   | BeForU                                     | de DDRMAX -Dance Dance Revolution 6thMix-                                                                                  |
| "Freedom"                                                                                   | BeForU                                     | de Dance Dance Revolution Party Collection                                                                                 |
| "GRADUATION ~それぞれの明日~"                                                               | BeForU                                     | de Dance Dance Revolution Extreme                                                                                          |
| "ヒマワリ"                                                                                  | RIYU from BeForU                           | de GuitarFreaks 10thMix y Drummania 9thMix                                                                                 |
| "HONEY♂PUNCH"                                                                               | 小坂りゆ                                   | de Dance Dance Revolution SuperNova                                                                                        |
| "KI SE KI (DDR edit)"                                                                       | BeForU                                     | de Beatmania IIDX 11: IIDXRED                                                                                              |
| "♥Love²シュガ→♥"                                                                            | dj TAKA feat. のりあ                       | de Pop'n Music 8 |
| "LOVE♥SHINE"                                                                                | 小坂りゆ                                   | de Dance Dance Revolution Extreme                                                                                          |
| "Morning Glory"                                                                             | BeForU                                     | de Dance Dance Revolution SuperNova                                                                                        |
| "PEACE (^^)v"                                                                               | BeForU                                     | de Dance Dance Revolution SuperNova                                                                                        |
| "Under The Sky"                                                                             | 南さやか (BeForU) with platoniX            | de Beatmania IIDX 12: Happy Sky                                                                                            |

*: Extra Stage
**: Encore Extra Stage
Se eliminan todos los remixes de Dynamite Rave y la canción End of the Century debido al término de licencia para su secuela X2, pese a eso, Dynamite Rave en la arcade norteamericana fue regrabada con nuevos cantantes y letras, para ser usada en tanto la versión normal como en su "Air" Special en secuelas arcade japonesas y en secuelas caseras. La arcade europea también sufrió cambios.

## Música Notable
- Xmixes: Estas canciones son remixes de las canciones de esta entrega, y marcan la primera aparición de las canciones largas en DDR desde las "Long Versions" en Dance Dance Revolution 5th Mix y recuerdan los remixes que aparecieron en Dance Dance Revolution Solo Bass Mix, éstas canciones duran por cerca de 3 a 4 minutos. En las versiones caseras, el X mix cuenta como una canción, en el Arcade, cuenta como dos. Los Xmixes son:

Xmix1 (Midnight Dawn): Compuesto por Dance Celebration (System 7 Remix), Dance Celebration, Votum stellarum -forest #25 DDR RMX-, Poseidon y Uranus.
Xmix2 (Beats 'n Bangs): Compuesto por Slip Out, Take A Chance, TimeHollow, Slip Out (Bounce in Beat Mix), Taj He Spitz y GIRIGILI Burning 24H!.
Xmix3 (Stomp dem Groove): Compuesto por Taj He Spitz (Tommie Sunshine's Brooklyn Fire Re-Touch), Party Lights, Playa (Original Mix), Dance Floor, Puzzle y SOUL CRASH
Xmix4 (Linear Momentum): Compuesto por Flourish, Bloody Tears (IIDX Edition), Shades of Grey, Waiting 4 U y Why Not.
Xmix5 (Overcrush): Compuesto por on the bounce, On the Break, SABER WING (Akira Ishihara Headshot Mix), Horatio, Trigger, Pluto Relinquish y Pluto.
- Horatio: Una canción que va a 165 BPM, es difícil en el sentido de que hay cadenas de 1/16 muy largas a esa velocidad; sus pasos "Oni", combinan cadenas cortas de 1/16 con Shock Arrows, haciéndola difícil de seguir, uno tiene que llevar el ritmo de las cadenas para evitar pisar una Shock Arrow.

- Trigger: Con velocidades y cambios repentinos al estilo de Fascination MAXX, esta canción es una de las nuevas más difíciles de esta entrega, y quizás de todos los juegos DDR; su BPM varía entre 100, 200 y 400 e involucrando paros repentinos durante las Freeze Arrow. Su parte final mezcla saltos, cadenas largas aleatorias y pasos de 1/16 a altas velocidades. El sitio web oficial de Dance Dance Revolution X, reveló que esta canción es la entrega más reciente de las series de canciones MAX (MAX 300, MAXX Unlimited, MAX 300 (Super-Max-Me Mix), MAX. (period), The Legend of MAX y Fascination MAXX).

- SABER WING: Una de las canciones más jugadas de esta entrega, su BPM es de 74-222; aunque en un breve momento a la mitad de la canción, se duplica su velocidad máxima para luego reducirse a la mínima, muy al estilo de The Legend of MAX, Pluto Relinquish o Mello de Dance Dance Revolution Ultramix 2; su video es un posible homenaje a los juegos de naves de Konami, especialmente Gradius, sus pasos Challenge son unos de los que poseen Shock Arrows, aunque no sean tantos como Horatio. SABER WING tiene otra versión en esta misma entrega: SABER WING (Akira Ishihara Headshot Mix), considerada una Boss Song por sus combinaciones de pasos que siguen el ritmo del sintetizador, además de su velocidad.